# Monticello (Virginie)
Pour les articles homonymes, voir Monticello (homonymie).
Monticello fut la principale plantation et la maison de Thomas Jefferson (qui dressa lui-même les plans de la demeure) près de Charlottesville, en Virginie, à l'est des États-Unis. Le domaine comptait 2.000 hectares vallonnés, avec collines, forêts et domaine viticole, où travaillaient environ 200 esclaves. Il est classé au patrimoine mondial de l'UNESCO.
Le style de la construction est celui d'Andrea Palladio dont Jefferson a étudié et retranscrit fidèlement les préceptes architecturaux.
Jefferson lui-même étant un passionné de vigne et de vin, le domaine est un lieu de production viticole reconnu comme American Viticultural Area (région viticole américaine).

## Histoire

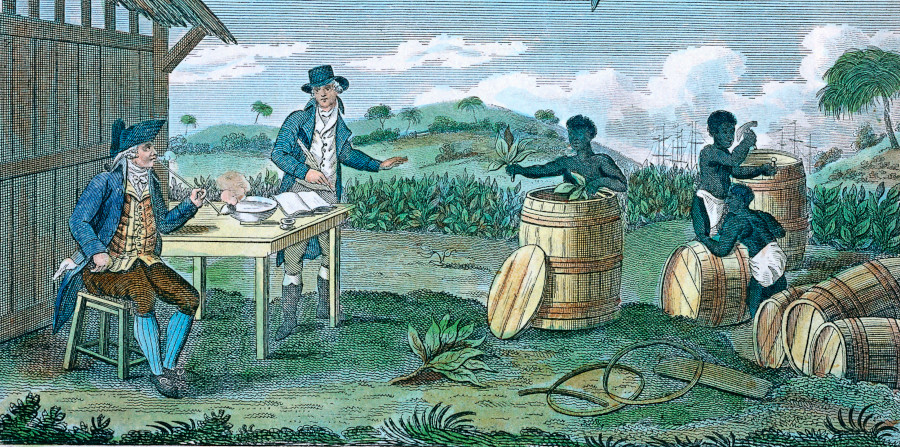
Esclaves dans une plantation de tabac aux États-Unis.

La plantation est d'abord consacrée à la culture du tabac. Puis Jefferson se tourne vers le blé pour se diversifier. La moitié de la main-d’œuvre esclave est logée sur le domaine, dans une allée bordée de cases nommée Mulberry Row. Le reste des travailleurs captifs est logé dans les exploitations voisines.

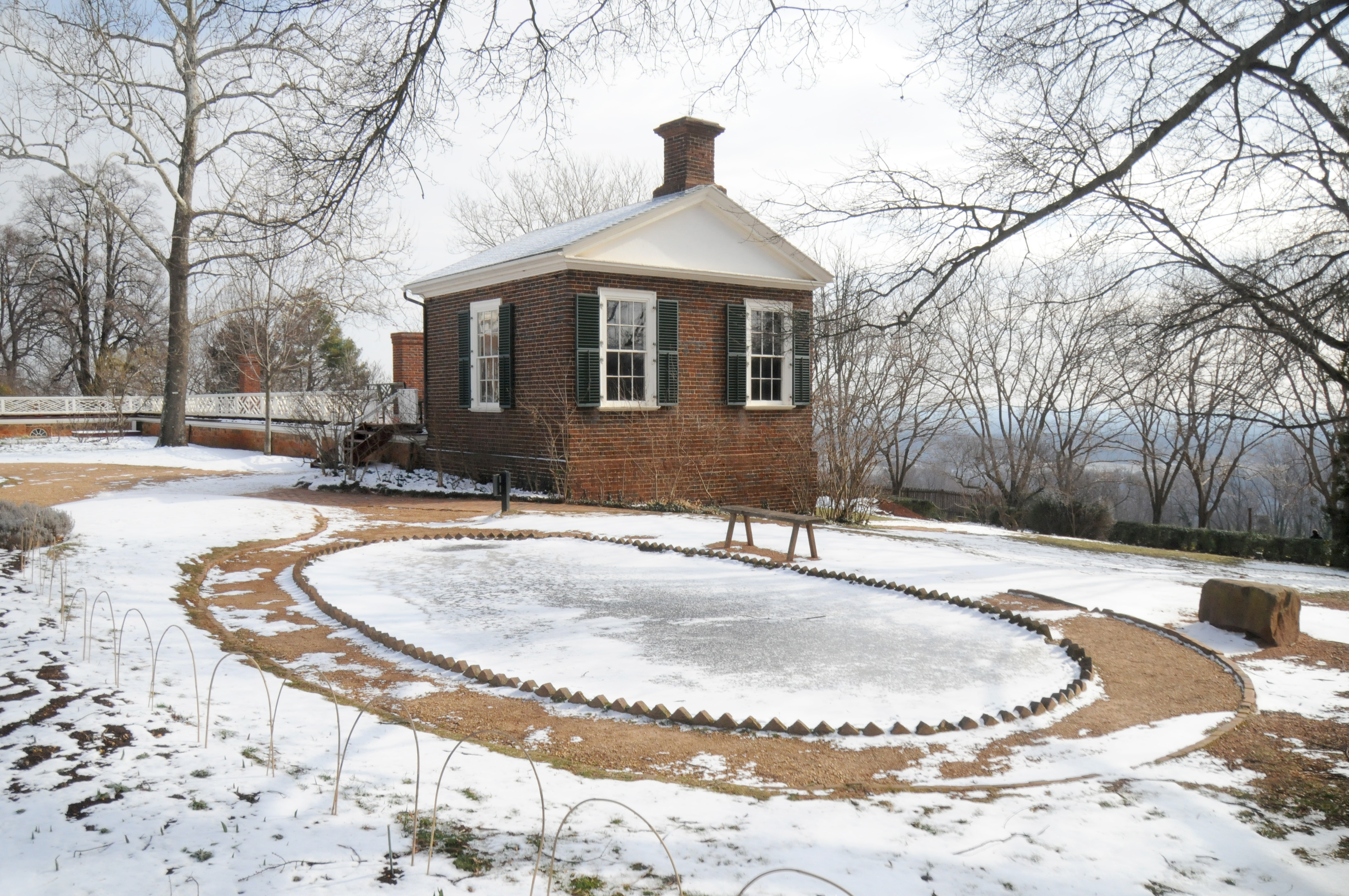
Le South Pavilion.

Jefferson commence les travaux de sa demeure en 1769 et s'installe dans le South Pavilion (annexe de la maison) en 1770. Lorsqu'il quitte la Virginie en 1784 pour un séjour de plusieurs années en Europe de l'Ouest, le chantier avait bien avancé, même si les portiques et la décoration intérieure restaient à finaliser. Jefferson voyagea beaucoup alors qu'il était ambassadeur des États-Unis à Paris : il visita la France, l'Italie du Nord, la Rhénanie, la Hollande et l'Angleterre. Au cours de ses excursions, il prit de nombreux croquis d'architecture, qu'il comptait réutiliser pour Monticello (par exemple l'hôtel de Salm, dans la capitale française). Les travaux s'achevèrent en 1809 avec l'érection du dôme.

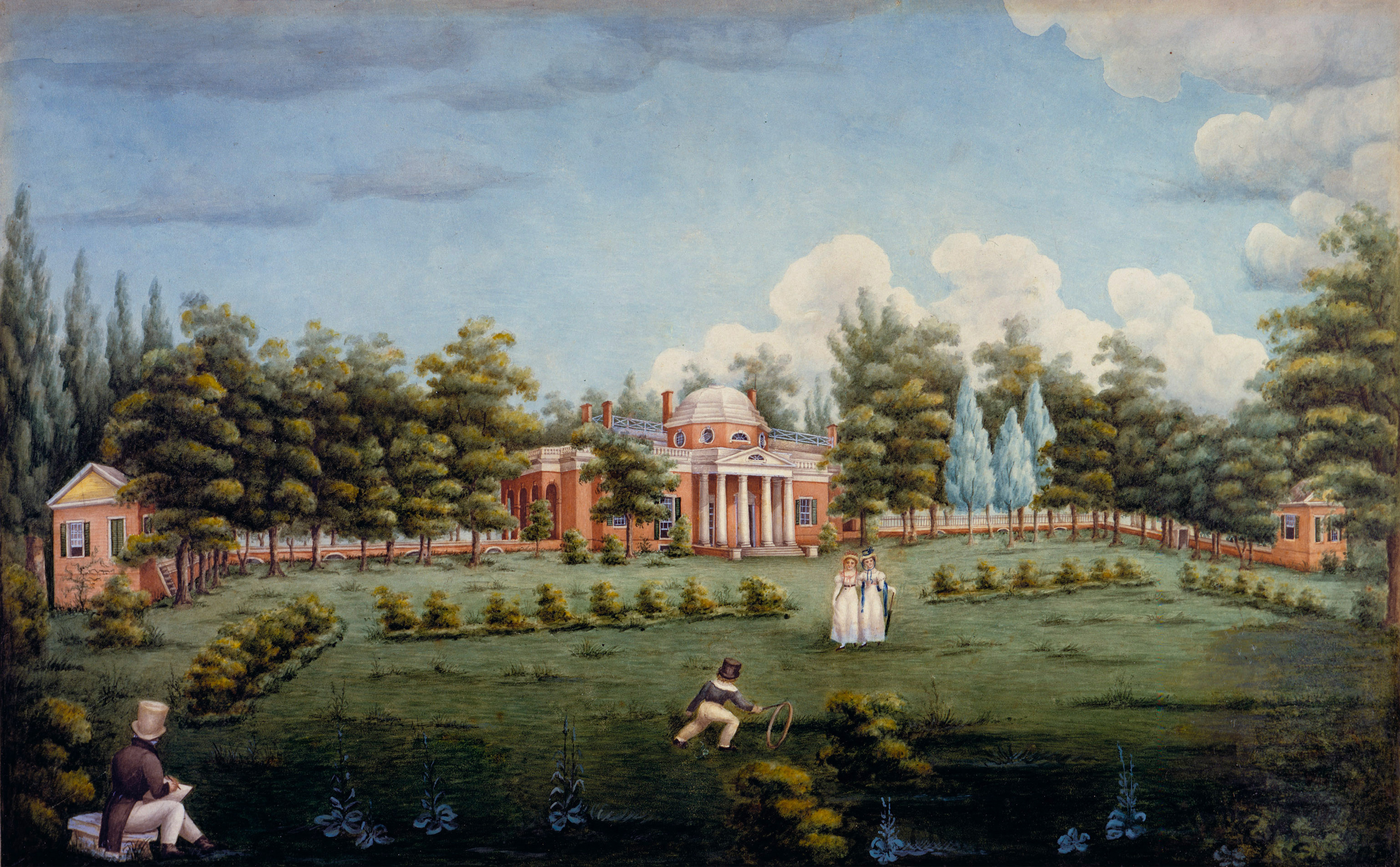
Monticello en 1825.

Jefferson mourut le 4 juillet 1826 et Martha Jefferson Randolph, la fille aînée du maître des lieux, hérita du domaine. Les difficultés financières de Martha la poussèrent à vendre Monticello à James T. Barclay, un apothicaire local, en 1831. Barclay vendit la propriété en 1834 à Uriah Phillips Levy, qui admirait beaucoup Jefferson. Pendant la Guerre de Sécession, la maison fut saisie par les confédérés et vendue. Uriah Levy la racheta et y vécut jusqu'à sa mort en 1862.

En 1879, Monticello passe entre les mains d'un avocat et homme politique new-yorkais Jefferson Monroe Levy (en) qui était aussi le neveu d'Uriah Levy. Celui-ci restaura la propriété et contribua à sa préservation. Une organisation privée à but non lucratif, la Thomas Jefferson Foundation, acheta la résidence à Jefferson Levy en 1923. Monticello est aujourd'hui un musée et accueille les touristes et les écoles. Les visiteurs peuvent accéder à toutes les pièces de la maison sauf le dernier étage. Elle a été inscrite en 1987 sur la liste du patrimoine mondial de l'Humanité par l'UNESCO.

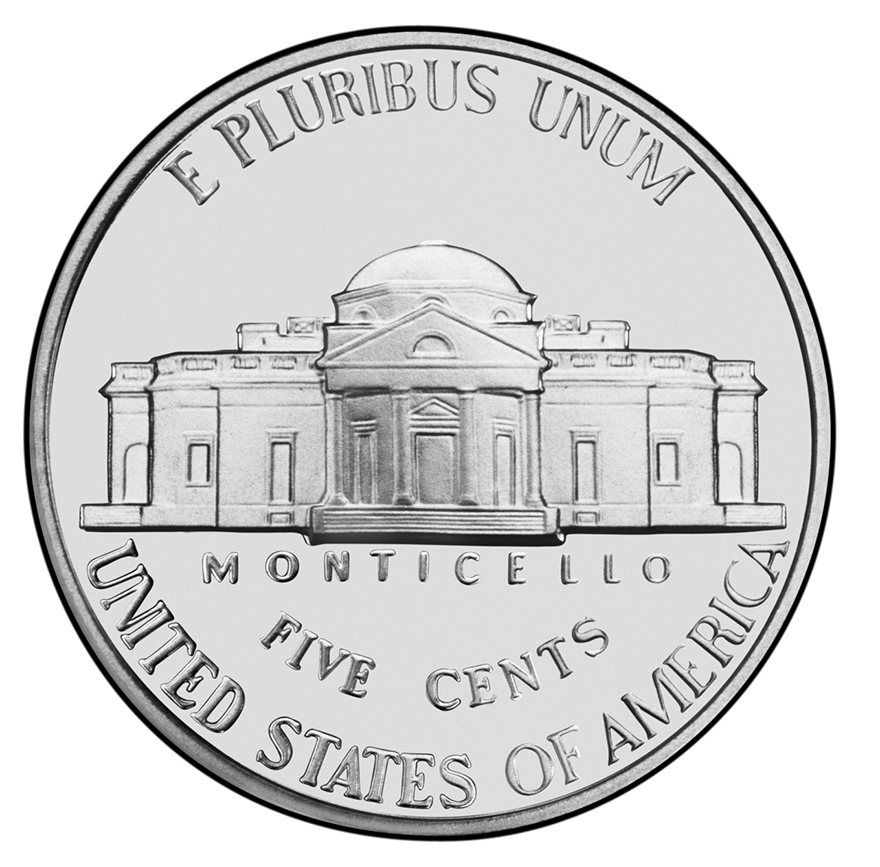
Monticello sur les pièces de 5 cents américains.

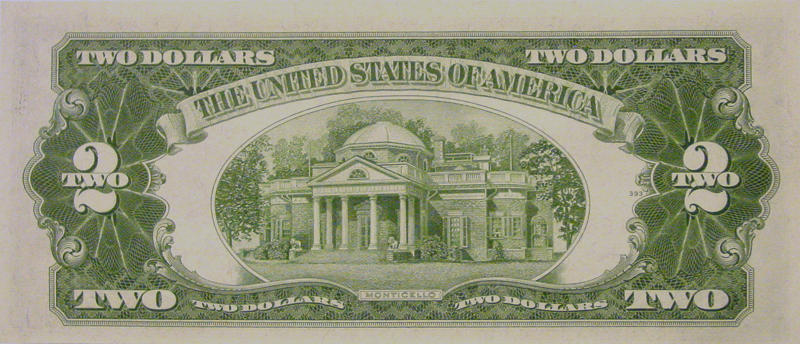
Monticello sur un billet de deux dollars (1953).

En 2017, des fouilles ont permis de retrouver la chambre cachée de Sally Hemings, maîtresse et esclave de Thomas Jefferson.

## Architecture
Monticello est demeurée longtemps en travaux et donnait l'impression d'un chantier permanent à ses visiteurs, surtout entre 1769-1809. Ensuite, Jefferson voulut constamment l'agrandir pour accueillir ses nombreux amis et sa famille.
Bel exemple de style palladien, la villa de Monticello rappelle l'hôtel de Salm situé à Paris, que Jefferson a pu contempler alors qu'il était ambassadeur. Il utilisa des composants antiques tels que des colonnes doriques, des portiques tétrastyles et un dôme central. La rotonde s'inspire de la villa de Vicence en Italie.
L'architecture coloniale ou « virginienne » des 13 colonies est marquée par le modèle anglais. Mais les différences climatiques et religieuses introduisent des éléments américains.
Ainsi, lorsque Jefferson a commencé à concevoir sa propre maison, il ne s'est pas tourné vers l'architecture alors en vogue autour de la région de Williamsburg, mais plutôt vers l'architecture d'inspiration classique d'Antonio Palladio et James Gibbs.
Plutôt que de placer sa maison de plantation le long de la rive d'une rivière - comme c'était la norme pour la noblesse foncière de Virginie au XVIIIe siècle - Jefferson a plutôt décidé de placer sa maison, au sommet d'une colline solitaire juste à l'extérieur de Charlottesville, en Virginie.
Du bas du bâtiment au sommet, Monticello est un exemple frappant de l'architecture néoclassique française aux États-Unis.
Il croyait que les jeunes États-Unis devaient forger une solide relation diplomatique avec la France, un pays que Jefferson et ses frères politiques croyaient être nos frères d'armes révolutionnaires. Dans cet esprit, il n'est pas surprenant que Jefferson ait conçu sa propre maison après le néoclassicisme alors populaire en France, un mode d'architecture qui était distinct du style alors à la mode en Grande-Bretagne. 